# Siegfried Fröhlich (Staatssekretär)
Siegfried Fröhlich (* 4. Juni 1920 in Weißenhorn; † 19. Juni 2012) war deutscher Beamter und 1974 bis 1985 beamteter Staatssekretär im Bundesinnenministerium (parteilos).
Siegfried Fröhlich, Sohn einer Familie von Gastwirten und Bierbrauern legte in München das Abitur ab und diente ab 1939 im Zweiten Weltkrieg als Offizier. Am Kriegsende war er Hauptmann und geriet in Kriegsgefangenschaft. Ende 1945 begann er ein Jurastudium, das er mit den beiden juristischen Staatsprüfungen und der Promotion zum Dr. jur. abschloss. Siegfried Fröhlich begann Anfang 1952 seine Beamtenkarriere im Bayerischen Ministerium für Wirtschaft.
Im Oktober 1952 trat er als Fachreferent in das Bundesinnenministerium in Bonn ein. Dort war er unter anderem in den Bereichen Verfassungsrecht, Staatsschutz, Bundesgrenzschutz, Wahl- und politisches Organisationsrecht tätig. Mehrere Jahre lang war er persönlicher Referent des Bundesinnenministers Hermann Höcherl und vorher der Staatssekretäre Hans Ritter von Lex und Josef Hölzl. Im August 1964 stieg er zum Leiter der Unterabteilung für Staatsschutz, im Juli 1968 zum Abteilungsleiter  für Öffentliche Sicherheit auf.
Februar 1974 wurde er zum Staatssekretär ernannt und blieb (auch über den Regierungswechsel 1982 hinweg) bis Ende Juni 1985 in diesem Amt, bevor er in den Ruhestand ging.
Im Juli 1973 erhielt er das Bundesverdienstkreuz I. Klasse, 1976 das Große Bundesverdienstkreuz, im Oktober 1980 das Große Bundesverdienstkreuz mit Stern und 1985 das Schulterband dazu.
Im Januar 1977 wurde Fröhlich mit dem isländischen Falkenorden in der Ausprägung Großkreuz geehrt. Er hatte einen pensionierten BKA-Beamten bei den Ermittlungen zum Fall Guðmundur und Geirfinnur in Island unterstützt. In diesem Fall wurden fünf Männer wegen Mordes verurteilt, die unter folterähnlichen Bedingungen zu Geständnissen gebracht worden waren. Im September 2018, 44 Jahre nach der vermeintlichen Tat, wurden alle Angeklagten vom isländischen Obersten Gerichtshof freigesprochen.